# 3211 Louispharailda
3211 Louispharailda (1931 CE) là một tiểu hành tinh vành đai chính được phát hiện ngày 10 tháng 2 năm 1931 bởi G. Van Biesbroeck ở Williams Bay.